# Romilly-sur-Seine
Romilly-sur-Seine  es una comuna francesa situada en el departamento de Aube, en la región de Gran Este.

## Demografía
| 15 753 | 17 038 | 17 397 | 15 937 | 15 557 | 14 616 | 14 766 |
| Para los censos de 1962 a 1999 la población legal corresponde a la población sin duplicidades (Fuente: INSEE [Consultar]) |        |        |        |        |        |        |